# Stylurus clathratus
Stylurus clathratus – gatunek ważki z rodziny gadziogłówkowatych (Gomphidae).